# 佐藤克男
佐藤 克男（さとう かつお、1949年11月28日 - ）は日本の政治家、
発明家、経営者。日本重字（かさねじ）書道宗家。書家としての雅号「堀之内克舟斎」、作詞家としてのペンネーム「克舟」。

## 経歴
- 1949年11月28日 - 旧・北海道森町に生まれる。
- 1968年
  - 3月 - 北海道森高等学校卒業。
  - 4月 - 上京し会社員となる。
- 1978年 - （株）湘南オートメーションを設立、社長に就任。
  - 生産設備、工作機械、ロボット等の自動制御装置の開発、設計製作
  - オートサウンドシステム - いわき市塩谷岬の「みだれ髪」の歌碑、気仙沼市の「港町ブルース」の歌碑等全国で53か所の歌碑に設置
  - トイレ自動洗浄装置等を開発・販売
- 1999年 - 会社倒産。
- 2004年6月　（株）太陽ハウス　取締役就任
- 2007年8月 - 取締役社長就任。
- 2008年10月 - 北海道茅部郡森町に帰郷、町長就任。
- 2012年10月 - 任期満了に伴う森町長選挙に2期目を目指し立候補、結果は無所属の新人梶谷恵造が4,295票を獲得し、佐藤は3,392票で落選。
- 2012年10月18日 - 任期満了に伴い森町町長を退任。
- 2012年11月15日 - 森町長の時に2期目の選挙で、支持を求めるメールを町職員に送ったとして、公職選挙法違反（公務員の地位利用、法定外文書頒布）容疑で逮捕[1]。翌11月16日に書類送検された[2]。
- その後、函館地方裁判所で6月の禁固、執行猶予5年の判決を受けるも無罪を主張し、札幌高裁へ控訴、棄却。最高裁へ上告するも棄却となった。
- 2014年１月 - システムジャパン・エナジー(株)設立　代表取締役就任　2017年８月現在に至る。
- 2015年4月 - 東京農業大学　非常勤講師就任
- 2016年4月 - 再度、東京農業大学　非常勤講師就任
- 2017年4月 - 再度、東京農業大学　非常勤講師就任
- 2018年4月 - 再度、東京農業大学　非常勤講師就任
- 2019年4月 - 再度、東京農業大学　非常勤講師就任
- 2019年5月 - システムジャパン・エナジー株式会社の社名変更し、株式会社大和(やまと)システムズとし、代表取締役に就任 、 システムジャパン・エナジー株式会社では「バーチャルソン」を開発
- 2021年7月 - 株式会社大和システムズの取締役会長に就任。
- 2023年4月23日 - 神奈川県大和市議会議員選挙に当選（日本維新の会公認）
- 2023年5月4日 - 大和市議会議員に就任
- 2023年7月13日 - 一身上の都合を理由に同日市議を辞職[3]。
- 2023年8月1日　佐藤克男は市議辞職の理由を発表。日本維新の会が国会でLGBT理解推進法なるものを 先導して採決したことに対して、離党、そして、市議会議員には日本維新の会の公認を得て当選したので 市議会議員も辞職と公式（【読者投稿】神奈川新聞にこのような記事が載っておりました | Yamato Press）に発表。
- 2024年9月13日、任期満了に伴う森町長選挙に出馬表明[4]。同年10月6日の投開票の結果、無所属の現職岡嶋康輔が5,589票を獲得し再選。佐藤は1,671票で落選[5]。

## 政歴
- 1993年 - 青年自由党に参加。
- 1995年7月 - 第17回参議院議員通常選挙比例代表区に青年自由党公認で立候補し落選。名簿順位10名中6位。青年自由党は全員落選。
- 1998年7月 - 第18回参議院議員通常選挙に神奈川県選挙区（定数3）から青年自由党公認で立候補し落選（19,567票、15名中10位、供託金没収）。その後同党を離党。
- 2008年10月 - 森町長選挙に無所属で立候補し、4,435票を得て初当選。
- 2010年6月 - 同年4月に結党された日本創新党に賛同し、第22回参議院議員通常選挙に際し結成された同党の「応援首長連合」に参加。
- 2012年10月14日 - 任期満了に伴う森町長選挙に2期目を目指して無所属で立候補し3,392票を得たが落選。
- 2023年5月4日 - 神奈川県大和市市議会議員に就任したが、2ヶ月後の7月13日に一身上の都合により市議を辞職。
- 2024年10月6日 - 任期満了に伴う森町長選挙に返り咲きを目指して出馬するも落選。

## その他の役職
- 北海道森町ふる里の会事務局長
- 大和市倫理法人会会長

## 町長としての主な活動
- 2011年（平成23年）5月、「組織を変えるマネジメント」（致知出版社）を出版。発売と同時に八重洲ブックセンターで三週連続ベスト10に入る。